# لیل فوچیلو
لیل فوچیلو (انگلیسی: Lil Fuccillo؛ زادهٔ ۲ ژوئن ۱۹۵۶) بازیکن فوتبال اهل بریتانیا است.
از باشگاه‌هایی که در آن بازی کرده‌است می‌توان به باشگاه فوتبال کمبریج یونایتد، باشگاه فوتبال پیتربورو یونایتد، باشگاه فوتبال ویونهوئه تاون، باشگاه فوتبال لوتون تاون، باشگاه فوتبال ساوتند یونایتد، باشگاه فوتبال والتا، و باشگاه فوتبال کترینگ تاون اشاره کرد.